# Noirefontaine
Noirefontaine ist eine französische Gemeinde mit 325 Einwohnern (Stand: 1. Januar 2022) im Département Doubs in der Region Bourgogne-Franche-Comté.

## Geographie

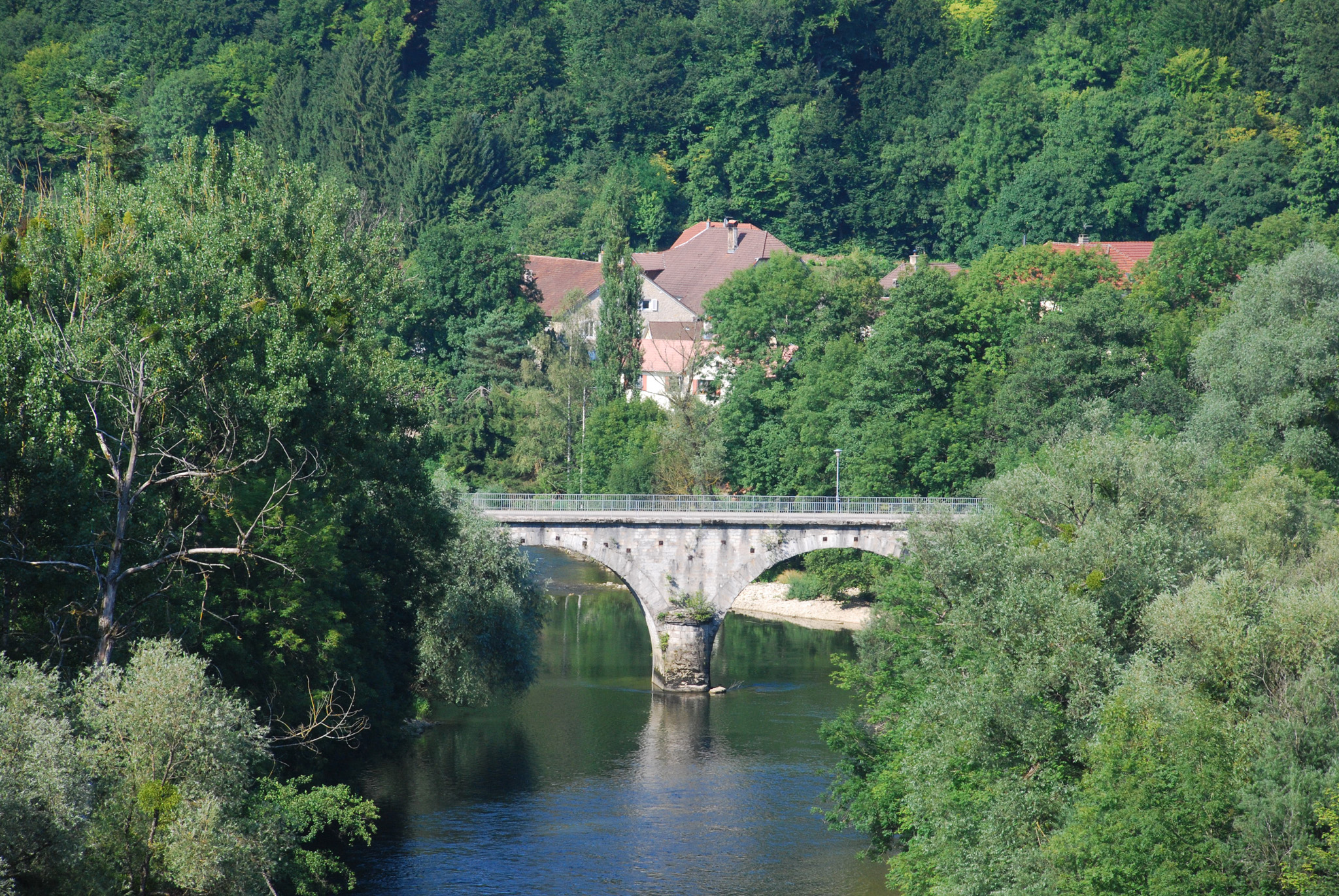
Der Doubs und die alte Eisenbahnbrücke in Noirefontaine

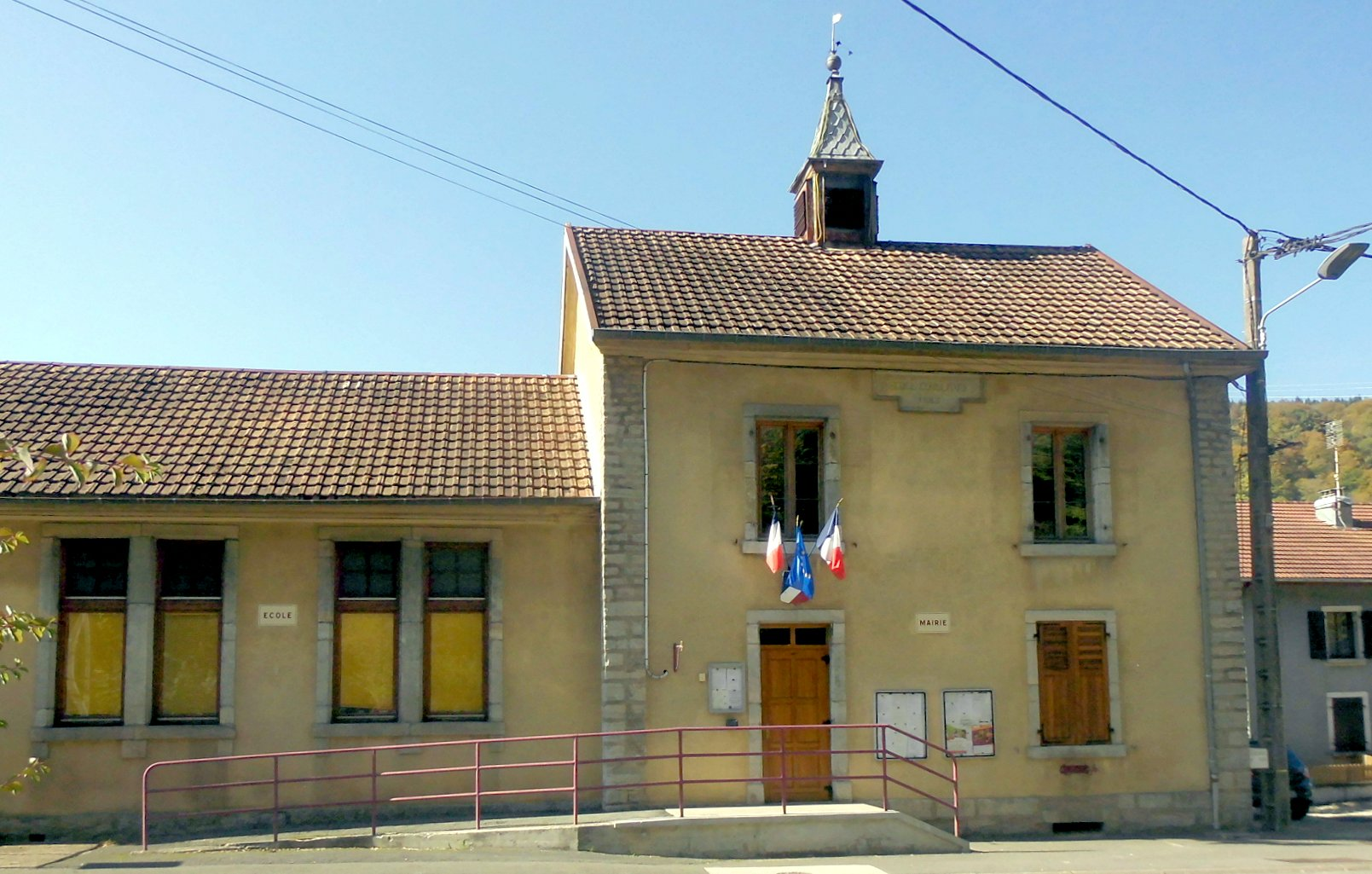
Rathaus- und Schulgebäude

Noirefontaine liegt auf 357 m, vier Kilometer südlich von Pont-de-Roide-Vermondans und etwa 18 km südlich der Stadt Montbéliard (Luftlinie). Das Dorf erstreckt sich im Jura, in einer Talweitung des Doubs nahe der Mündung der Barbèche, am oberen Eingang in den klusartigen Durchbruch des Doubs durch die Lomontkette, am Westfuß des Mont Écheroux.
Die Fläche des 3,35 km² großen Gemeindegebiets umfasst einen Abschnitt des französischen Juras. Begrenzt wird das Gebiet im Westen durch den Doubs, der hier ein tiefes Tal mit maximal 1 km breitem, flachem Talboden ausgebildet hat. Nördlich des Dorfes durchbricht er die Lomontkette, die in geologisch-tektonischer Hinsicht eine Antiklinale des Faltenjuras darstellt. Die steilen Talhänge werden von markanten Felsvorsprüngen durchzogen. Vom Flusslauf erstreckt sich das Gemeindeareal ostwärts über die Talniederung und die angrenzenden Hänge bis an den Rand der Geländeterrasse von Clémont. Am Westabhang des Mont Écheroux wird mit 630 m die höchste Erhebung von Noirefontaine erreicht.
Nachbargemeinden von Noirefontaine sind Pont-de-Roide-Vermondans im Norden, Montécheroux im Osten, Liebvillers und Bief im Süden sowie Dampjoux und Villars-sous-Dampjoux im Westen.

## Geschichte
Vom 13. bis zum 15. Jahrhundert stand Noirefontaine unter der Oberhoheit der Familie von Neuchâtel. Seit der Zeit um 1500 gehörte das Dorf zur Herrschaft Clémont unter der Oberhoheit des Fürstentums Montbéliard, teilte dessen Schicksal und gelangte im Jahr 1748 definitiv unter französische Verwaltung. Das Dorf besitzt keine eigene Kirche, es gehört zur Kirchgemeinde Dampjoux.

## Bevölkerung
| Jahr                       | 1962 | 1968 | 1975 | 1982 | 1990 | 1999 | 2018 |
| Einwohner                  | 252  | 252  | 292  | 416  | 404  | 384  | 340  |
| Quellen: Cassini und INSEE |      |      |      |      |      |      |      |

Mit 325 Einwohnern (Stand 1. Januar 2022) gehört Noirefontaine zu den kleinen Gemeinden des Départements Doubs. Nachdem die Einwohnerzahl in der ersten Hälfte des 20. Jahrhunderts stets im Bereich zwischen 170 und 220 Personen gelegen hatte, wurde insbesondere während der 1970er Jahre ein deutliches Bevölkerungswachstum verzeichnet.

## Wirtschaft und Infrastruktur
Noirefontaine war bis weit ins 20. Jahrhundert hinein ein vorwiegend durch die Landwirtschaft (Viehzucht und Milchwirtschaft, Acker- und Obstbau) geprägtes Dorf. Daneben gibt es heute einige Betriebe des lokalen Kleingewerbes, unter anderem eine Sägerei. Viele Erwerbstätige sind auch Wegpendler, die in den größeren Ortschaften der Umgebung ihrer Arbeit nachgehen.
Die Gemeinde ist verkehrstechnisch gut erschlossen. Sie liegt an der Departementsstraße D437, die von Montbéliard durch das Doubstal nach Maîche führt. Weitere Straßenverbindungen bestehen mit Villars-sous-Dampjoux, Liebvillers und Montécheroux.